# Вікцинек
Вікцинек (пол. Wikcinek) — село в Польщі, у гміні Нова-Суха Сохачевського повіту Мазовецького воєводства.
Населення — 194 особи (2011).
У 1975-1998 роках село належало до Скерневицького воєводства.

## Демографія
Демографічна структура станом на 31 березня 2011 року:
|          | Загалом | Допрацездатний вік | Працездатний вік | Постпрацездатний вік |
| -------- | ------- | ------------------ | ---------------- | -------------------- |
| Чоловіки | 96      | 25                 | 62               | 9                    |
| Жінки    | 98      | 22                 | 52               | 24                   |
| Разом    | 194     | 47                 | 114              | 33                   |